# Kněžská rada
Kněžská rada (latinsky consilium presbyterale) je v římskokatolické církvi poradní orgán místního ordináře reprezentující kněžstvo určité diecéze. Zřízení kněžské rady je povinné, přibližně polovina jejích členů musí být volena kněžími. Její postavení upravují kánony 495 až 501 CIC. Z členů kněžské rady diecézní biskup jmenuje sbor poradců (konzultorů), kteří v případě sedisvakance volí dočasného administrátora diecéze.